# Aleksandar Vuković
Aleksandar Vuković (Bania Luka, Yugoslavia, 25 de agosto de 1979) es un exfutbolista y entrenador serbio, actual director técnico del Piast Gliwice de la Ekstraklasa polaca.

## Trayectoria
Aleksandar Vuković comenzó su carrera en el FK Borac Banja Luka. Aún sin cumplir la mayoría de edad, fue fichado por el juvenil del Partizán de Belgrado donde jugó hasta el 2000. Posteriormente fue trasladado a dos conjuntos serbios, al FK Teleoptik en condición de cedido en 1998, y al FK Milicionar en la temporada 2000-01. 
Tras ser fichado por el Legia de Varsovia, Vuković pasó ocho años en Polonia, adquiriendo la ciudadanía el 13 de junio de 2008. Ese mismo año firma su contrato con su nuevo club, el Iraklis FC griego, antes de regresar al año siguiente a Polonia, al Korona Kielce, donde finalizó su carrera como futbolista en el año 2013.
Como entrenador, Vuković fue entrenador interino del Legia de Varsovia tras las destituciones de Besnik Hasi (2016) y Dean Klafurić (2018), pasando a ser el director técnico de Legia desde abril de 2019 hasta septiembre de 2020, y nuevamente desde diciembre de 2021 hasta final de temporada. El 27 de octubre de 2022 se unió al Piast Gliwice, que ocupaba la decimoquinta posición en liga. Vuković logró con el equipo silesio abandonar la parte baja de la tabla y luchar por puestos europeos en la siguiente edición de la Liga Europa Conferencia de la UEFA. El Piast finalizó la temporada en quinta posición y el serbio fue nombrado mejor entrenador del mes de abril.

## Clubes como jugador
| Club              | País    | Año         | Partidos | Goles |
| ----------------- | ------- | ----------- | -------- | ----- |
| Partizán          | Serbia  | 1998 - 2000 | 20       | 3     |
| → F. K. Teleoptik | Serbia  | 1998 - 1999 | ??       | ?     |
| FK Milicionar     | Serbia  | 2000 - 2001 | 17       | 2     |
| Legia de Varsovia | Polonia | 2001 - 2004 | 75       | 4     |
| Ergotelis FC      | Grecia  | 2004 - 2005 | 5        | 0     |
| Legia de Varsovia | Polonia | 2005 - 2008 | 91       | 7     |
| Iraklis FC        | Grecia  | 2009        | 9        | 0     |
| Korona Kielce     | Polonia | 2009 - 2013 | 76       | 7     |

## Clubes como entrenador
| Club                         | País    | Año         |
| ---------------------------- | ------- | ----------- |
| Legia de Varsovia (interino) | Polonia | 2016        |
| Legia de Varsovia (interino) | Polonia | 2018        |
| Legia de Varsovia            | Polonia | 2019 - 2020 |
| Legia de Varsovia            | Polonia | 2021 - 2022 |
| Piast Gliwice                | Polonia | 2022 -      |